# Acanthoclinus fuscus
Acanthoclinus fuscus är en fiskart som beskrevs av Jenyns, 1841. Acanthoclinus fuscus ingår i släktet Acanthoclinus och familjen Plesiopidae. Inga underarter finns listade i Catalogue of Life.